# Prailles
Prailles is een plaats en voormalige gemeente in het Franse departement Deux-Sèvres in de regio Nouvelle-Aquitaine en telt 687 inwoners (2005). De plaats maakt deel uit van het arrondissement Niort. Prailles is op 1 januari 2019 gefuseerd met de gemeente La Couarde tot de gemeente Prailles-La Couarde. 

## Geografie
De oppervlakte van Prailles bedraagt 18,8 km², de bevolkingsdichtheid is 36,5 inwoners per km².
De onderstaande kaart toont de ligging van Prailles met de belangrijkste infrastructuur en aangrenzende gemeenten.

## Demografie
Onderstaande figuur toont het verloop van het inwonertal.